# Fondant au chocolat
Ne doit pas être confondu avec Moelleux au chocolat ou Mi-cuit au chocolat.

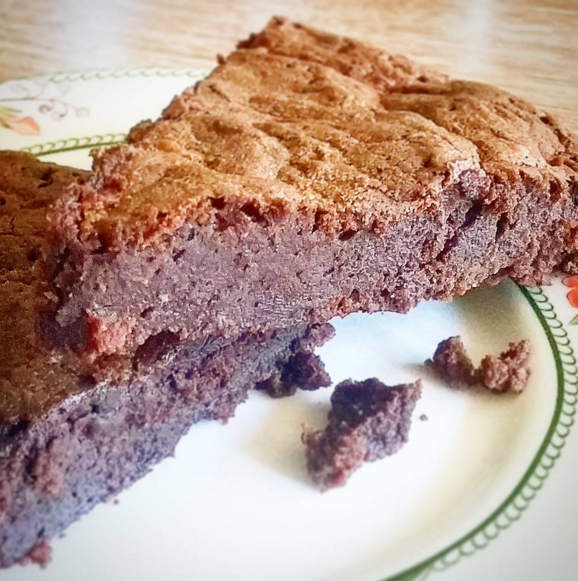
Gâteau fondant au chocolat.

Le fondant au chocolat est un gâteau au chocolat à la texture fondante. 

## Définition
Le fondant au chocolat est souvent fort en sucre, œuf et chocolat, et contient peu de farine (une unité de sucre pour un tiers de farine) par rapport à d'autres recettes de gâteau au chocolat. C'est sa texture dense et un peu collante (il adhère au palais), obtenue en caramélisant légèrement les ingrédients grâce à une cuisson lente qui le caractérise.
Il faut noter qu'un fondant au chocolat n'a pas de cœur coulant, en comparaison d'un moelleux mi-cuit aussi appelé gâteau au cœur coulant, qui est souvent servi en portion individuelle, chaud et avec de la crème anglaise.   
Sa dénomination « gâteau fondant » vient du fait qu'il fond sur le palais quand on le mange.
Il est parfois nommé « ménélik ».